# Diastrofisme
El diastrofisme (tectònica, geologia estructural, geomorfologia) és el conjunt de fenòmens orogènics i epirogènics que provoquen grans transformacions de l'escorça terrestre. Processos i fenòmens geofísics de deformació, alteració i dislocació de l'escorça terrestre per efecte de les forces internes. És una paraula derivada del grec que significa 'torsió'. El fenomen de deformació de l’escorça terrestre, que es pot produir a qualsevol escala, i que implica un canvi de posició; pot ésser de caràcter orogènic o epirogènic. Sovint s'anomena un fenomen geològic "diastròfic" efecte del diastrofisme. (sin. compl.: tectonisme. en diastrophism; es diastrofismo; fr diastrophisme).
Per oposició al catastrofisme, el diastrofisme explica les deformacions terrestres per fenòmens de curvatura i de plegament extremadament lents. En certs casos es tracta d'epirogènesi: L'aixecament o esfondrament de l'escorça abraça extensions molt grans; el radi de curvatura de les deformacions es fa llavors molt gran i els declivis tenen escassa pendent. En altres casos, les deformacions són molt més importants, encara que més localitzades. Es tracta llavors d'orogènesi, procés que ha donat lloc a la formació de grans formacions muntanyoses i serralades. En l'epirogènesi el fenomen fonamental és l'ascens o descens de grans superfícies; en l'orogènesi, el plegament o fractura.

## Causes
La causa principal del diastrofisme és l'existència de corrents convectives de magma en l'astenosfera, les que determinen el desplaçament de les plaques tectòniques. El diastrofisme compren tant els processos responsables de la fusió de les roques i la formació dels magmes com els que participen en la consolidació i cristal·lització dels minerals en aquests magmes, per constituir les roques magmàtiques.

## Diastrofisme i geomorfologia
Tectònica o diastrofisme responen a l'influx profund de les forces endògenes. En el camp de la geomorfologia interessa la repercussió superficial d'unes forces en joc constant que constitueixen una font energètica i matèrica per al processos. Cal no pblidar-ho, encara que l'enfocament "estructural" sigui més aviat estàtic a causa d'una vella dicotomia acadèmica heretada del davisianisme. Quan les plaques o els blocs continentals són desplaçats pels moviments a gran escala, poden veure's sotmesos a importants esforços. Alguns d'aquests moviments es deuen a la posició dels blocs al marge d'una placa litosfèrica, però n'hi ha d'altres que són completament independents de la tectònica de plaques.

## Estudi dels fenòmens diastròfics
L'estudi del diastrofisme engloba les diferents reaccions de l'escorça terrestre a les tensions tectòniques. Aquestes reaccions inclouen moviments horitzontals lineals o de torsió (com la deriva continental) i l'enfonsament vertical i l'elevació de la litosfera (tensió) en resposta a tensions naturals a la superfície de la Terra, com ara el pes de muntanyes, llacs i glaceres.
Les condicions del subsòl també provoquen enfonsament o elevació (epirogènesi), sobre grans àrees de la superfície terrestre sense acabar de deformar els estrats de roca.
Aquests canvis inclouen: 
- l'engruiximent de la litosfera per causa encavalcaments,
- els canvis en la densitat de la roca de la litosfera causats pel metamorfisme o l'expansió i la contracció tèrmica,
- els augments en el volum de l'astenosfera causats per la hidratació de l'olivina,
- els moviments orogènics, o de construcció de muntanyes.[4]

## Història, origen i concepte
A finals del segle xix s'acceptava, generalment, que la causa dels plegaments i les falles era la compressió lateral resultant d'una terra encongida que era causada pel seu refredament gradual. A finals del segle xix, Eduard Suess va proposar la seva teoria eustàtica que proporcionava els fonaments per a l'explicació de Thomas C. Chamberlin del diastrofisme.
Al volum segon de l'obra Das Antlitz der Erde Suess va exposar la seva creença que al llarg del temps geològic, l'augment i la caiguda del nivell del mar eren cartografiables a partir de les terres emergides, és a dir, que els períodes de transgressió i regressió dels oceans eren correlacionables des d'un continent a un altre. Suess va postular que a mesura que els sediments omplien les conques oceàniques, el nivell del mar augmentava gradualment, i periòdicament hi havia esdeveniments de subsidència ràpida del fons oceànic que augmentaven la capacitat de l'oceà i provocaven les regressions.
Chamberlin va proposar que en lloc d'una contracció tèrmica, el moviment diastròfic era causat per la contracció gravitatòria. […] Als Estats Units, no va ser fins a finals de la dècada de 1960 que la teoria de la convecció tèrmica va substituir les teories de la Terra reduïda.